# Selección de baloncesto de Eslovenia
La selección de baloncesto de Eslovenia (en esloveno: Slovenija nacionalni košarkarski ekipi) es el equipo formado por jugadores de nacionalidad eslovena que representa a la Federación de Baloncesto de Eslovenia en las competiciones internacionales organizadas por la Federación Internacional de Baloncesto (FIBA) o el Comité Olímpico Internacional (COI): los Juegos Olímpicos, la Copa Mundial de Baloncesto y el EuroBasket.
Desde la independencia de Eslovenia en 1991, la selección nacional ha competido en todos los EuroBasket y alcanzó la fase eliminatoria en todos los campeonatos desde 2005. Su mayor logro en general en el torneo se produjo en el EuroBasket 2017, donde ganaron los nueve partidos y se proclamaron campeones de Europa, tras vencer a Serbia en la final y a la vigente campeona, España en semifinales.
En septiembre de 2023, Eslovenia ocupa el puesto 11 en el Ranking Mundial FIBA.

## Historia
Antes de la independencia de Eslovenia en 1991, los jugadores eslovenos representaban a Yugoslavia. Eslovenia se unió a la Federación Internacional de Baloncesto en 1992 y jugó su primer partido oficial el 22 de junio de 1992 contra Bulgaria en las rondas de clasificación para los Juegos Olímpicos de Barcelona 1992.

### Copa Mundial FIBA
Eslovenia debutó en la Copa del Mundo de Baloncesto FIBA en 2006 después de clasificarse como sexto clasificado del EuroBasket 2005. En las ediciones de 2010, 2014 y 2023, Eslovenia alcanzó los cuartos de final; su resultado general más alto es el séptimo lugar, logrado en 2014 y 2023.

### EuroBasket
Entre mayo y junio de 1993, Eslovenia disputó las eliminatorias para el EuroBasket 1993, donde el equipo ganó los siete partidos y, por tanto, se clasificó para su primer EuroBasket. En el torneo principal, celebrado en Alemania, Eslovenia terminó en el puesto 14 entre 16 equipos con una victoria y dos derrotas.
Eslovenia no alcanzó los octavos de final de la competición hasta la edición de 2005, donde el equipo, dirigido por Aleš Pipan, alcanzó por primera vez los cuartos de final. En 2009, Eslovenia alcanzó las semifinales por primera vez después de eliminar a Croacia en cuartos de final con una victoria por 67-65. En las semifinales, Eslovenia perdió ante Serbia en la prórroga y más tarde ante Grecia en el partido por el tercer puesto, terminando la competición en cuarto lugar. En los dos torneos siguientes, en 2011 y 2013, Eslovenia fue eliminada en cuartos de final por España y Francia, respectivamente. En 2015, Eslovenia no logró alcanzar los cuartos de final por primera vez desde la edición de 2003 tras perder ante Letonia en octavos de final.
En el EuroBasket 2017, Eslovenia, capitaneada por Goran Dragić y dirigida por Igor Kokoškov, ganó el campeonato después de ganar nueve partidos consecutivos, incluidas victorias contra Francia, ganadora de 2013, y España, ganadora de 2015. Dragić, que anotó 35 puntos en la final contra Serbia, fue nombrado el jugador más valioso del torneo.

### Juegos Olímpicos de Tokio 2020
Eslovenia se clasificó para el torneo masculino de baloncesto en los Juegos Olímpicos de Tokio 2020 después de competir en el Torneo Preolímpico FIBA 2020, ganando el torneo en Kaunas. Ganaron todos los partidos del Grupo B, derrotando a Polonia y Angola. En la ronda final, derrotaron a Venezuela 98–70 y se clasificaron para la final contra Lituania. Eslovenia derrotó a Lituania 96–85 en Kaunas, liderada por Luka Dončić (31 puntos, 11 rebotes, 13 asistencias), quien con su triple-doble envió a Eslovenia a su primera aparición olímpica. Dončić también fue proclamado MVP del torneo.
En los Juegos Olímpicos, Eslovenia quedó encuadrada en el Grupo C con el anfitrión Japón, Argentina y el actual campeón mundial España. En el partido inaugural, vencieron a Argentina 118-100. Con sus 48 puntos en este juego, Dončić empató con Eddie Palubinskas en el segundo lugar con más puntos anotados en un partido en la historia de los Juegos Olímpicos. En el siguiente partido, Eslovenia derrotó al anfitrión Japón 116–81. En el partido final de la fase de grupos, Eslovenia se enfrentó a España, la actual campeona del mundo, y la venció 95–87. Mike Tobey, nombrado jugador del día por la FIBA, registró un doble-doble con 16 puntos y 14 rebotes, mientras que Klemen Prepelič anotó el triple crucial que puso a Eslovenia por delante 86-85, a dos minutos y medio antes del final.
La victoria les dio el primer puesto del grupo y se enfrentarían a Alemania en cuartos de final. Eslovenia ganó los cuartos de final, derrotando a Alemania 94–70. Eslovenia luego perdió la dramática semifinal contra Francia por un punto, 90–89. En los últimos segundos del partido, Nicolas Batum bloqueó el intento de bandeja de Prepelič, impidiendo así que Eslovenia llegara a la final. En el juego por la medalla de bronce, Eslovenia jugó contra Australia y perdió 107–93. Eslovenia terminó su torneo olímpico inaugural en cuarto lugar y Dončić fue seleccionado en el equipo All-Star del torneo.

## Plantilla
- Lista de jugadores convocados que disputaron la Copa Mundial de Baloncesto de 2023.[25]

| Eslovenia                      | Eslovenia       | Eslovenia | Eslovenia | Eslovenia | Eslovenia          |
| Num                            | Jugador         | Pos       | Altura    | Edad      | Equipo             |
| ------------------------------ | --------------- | --------- | --------- | --------- | ------------------ |
| 4                              | Žiga Samar      | B         | 1,97 m    | 22        | ALBA Berlín        |
| 6                              | Aleksej Nikolić | B         | 1,91 m    | 28        | Élan Chalon        |
| 7                              | Klemen Prepelič | B         | 1,92 m    | 30        | Valencia Basket    |
| 10                             | Mike Tobey      | P         | 2,13 m    | 28        | Crvena Zvezda      |
| 11                             | Jaka Blažič     | A         | 1,96 m    | 33        | Cedevita Olimpija  |
| 15                             | Gregor Hrovat   | E         | 1,96 m    | 29        | JDA Dijon          |
| 27                             | Žiga Dimec      | AP        | 2,10 m    | 30        | Nishinomiya Storks |
| 30                             | Zoran Dragić    | E         | 1,96 m    | 34        | Cedevita Olimpija  |
| 32                             | Bine Prepelič   | AP        | 2,00 m    | 22        | Spirou Basket      |
| 33                             | Gregor Glas     | E         | 1,98 m    | 22        | Cedevita Olimpija  |
| 55                             | Jakob Čebašek   | A         | 2,00 m    | 32        | BC Minsk           |
| 77                             | Luka Dončić     | E         | 2,01 m    | 24        | Dallas Mavericks   |
| Entrenador: Aleksander Sekulić |                 |           |           |           |                    |

## Partidos

### Próximos encuentros
| Fecha                    | Ciudad   | Competición                | Local     |                      | Resultado |                                 | Visitante            |
| ------------------------ | -------- | -------------------------- | --------- | -------------------- | --------- | ------------------------------- | -------------------- |
| 25 de agosto de 2022     | Celje    | Clasificación Mundial 2023 | Eslovenia | Bandera de Eslovenia | 104:83    | Bandera de Estonia              | Estonia              |
| 28 de agosto de 2022     | Múnich   | Clasificación Mundial 2023 | Alemania  | Bandera de Alemania  | 90:71     | Bandera de Eslovenia            | Eslovenia            |
| 1 de septiembre de 2022  | Colonia  | EuroBasket 2022            | Eslovenia | Bandera de Eslovenia | 92:85     | Bandera de Lituania             | Lituania             |
| 3 de septiembre de 2022  | Colonia  | EuroBasket 2022            | Hungría   | Bandera de Hungría   | 88:103    | Bandera de Eslovenia            | Eslovenia            |
| 4 de septiembre de 2022  | Colonia  | EuroBasket 2022            | Eslovenia | Bandera de Eslovenia | 93:97     | Bandera de Bosnia y Herzegovina | Bosnia y Herzegovina |
| 6 de septiembre de 2022  | Colonia  | EuroBasket 2022            | Alemania  | Bandera de Alemania  | 80:88     | Bandera de Eslovenia            | Eslovenia            |
| 7 de septiembre de 2022  | Colonia  | EuroBasket 2022            | Francia   | Bandera de Francia   | 82:88     | Bandera de Eslovenia            | Eslovenia            |
| 10 de septiembre de 2022 | Berlín   | EuroBasket 2022            | Eslovenia | Bandera de Eslovenia | 88:72     | Bandera de Bélgica              | Bélgica              |
| 14 de septiembre de 2022 | Berlín   | EuroBasket 2022            | Eslovenia | Bandera de Eslovenia | 87:90     | Bandera de Polonia              | Polonia              |
| 11 de noviembre de 2022  | Tel Aviv | Clasificación Mundial 2023 | Israel    | Bandera de Israel    | 62:75     | Bandera de Eslovenia            | Eslovenia            |
| 14 de noviembre de 2022  | Koper    | Clasificación Mundial 2023 | Eslovenia | Bandera de Eslovenia | 81:75     | Bandera de Alemania             | Alemania             |
| 24 de febrero de 2023    | Tallin   | Clasificación Mundial 2023 | Estonia   | Bandera de Estonia   | 79:78     | Bandera de Eslovenia            | Eslovenia            |
| 27 de febrero de 2023    | Koper    | Clasificación Mundial 2023 | Eslovenia | Bandera de Eslovenia | 79:87     | Bandera de Israel               | Israel               |
| 26 de agosto de 2023     | Okinawa  | Copa Mundial 2023          | Eslovenia | Bandera de Eslovenia | 100:85    | Bandera de Venezuela            | Venezuela            |
| 28 de agosto de 2023     | Okinawa  | Copa Mundial 2023          | Georgia   | Bandera de Georgia   | 67:88     | Bandera de Eslovenia            | Eslovenia            |
| 30 de agosto de 2023     | Okinawa  | Copa Mundial 2023          | Eslovenia | Bandera de Eslovenia | 92:77     | Bandera de Cabo Verde           | Cabo Verde           |
| 1 de septiembre de 2023  | Okinawa  | Copa Mundial 2023          | Eslovenia | Bandera de Eslovenia | 91:80     | Bandera de Australia            | Australia            |
| 3 de septiembre de 2023  | Okinawa  | Copa Mundial 2023          | Alemania  | Bandera de Alemania  | 100:71    | Bandera de Eslovenia            | Eslovenia            |
| 6 de septiembre de 2023  | Pasay    | Copa Mundial 2023          | Canadá    | Bandera de Canadá    | 100:89    | Bandera de Eslovenia            | Eslovenia            |
| 7 de septiembre de 2023  | Pasay    | Copa Mundial 2023          | Lituania  | Bandera de Lituania  | 100:84    | Bandera de Eslovenia            | Eslovenia            |
| 9 de septiembre de 2023  | Pasay    | Copa Mundial 2023          | Italia    | Bandera de Italia    | 85:89     | Bandera de Eslovenia            | Eslovenia            |

## Entrenadores
| - Zmago Sagadin: 1992 - Janez Drvarič: 1993 - Zmago Sagadin: 1994–1995 - Andrej Urlep: 1996–1998 - Boris Zrinski: 1998–2001 |  | - Slobodan Subotić: 2002–2003 - Aleš Pipan: 2004–2008 - Jure Zdovc: 2009 - Memi Bečirovič: 2010 - Božidar Maljković: 2011–2013 |  | - Jure Zdovc: 2014–2015 - Igor Kokoškov: 2016–2017 - Rado Trifunović: 2017–2020 - Aleksander Sekulić: 2020–presente |

## Plantillas anteriores
- EuroBasket 1993: finalizó 14° de 16 equipos.

Roman Horvat, Marko Tušek, Jaka Daneu, Darko Mirt, Primoz Bačar, Jure Zdovc, Boštjan Leban, Teoman Alibegović, Boris Gorenc, Marijan Kraljević, Slavko Kotnik, Žarko Durisić. Entrenador: Janez Drvarič
- EuroBasket 1995: finalizó 12° de 14 equipos.

Roman Horvat, Matjaž Tovornik, Jaka Daneu, Walter Jeklin, Marijan Kraljević, Jure Zdovc, Marko Tušek, Teoman Alibegović, Marko Milič, Boris Gorenc, Slavko Kotnik, Aleš Kunc. Entrenador: Zmago Sagadin
- EuroBasket 1997: finalizó 14° de 16 equipos.

Walter Jeklin, Goran Jagodnik, Jaka Daneu, Radoslav Nesterović, Aleš Kunc, Jure Zdovc, Marko Tušek, Teoman Alibegović, Marko Milič, Boris Gorenc, Ivica Jurković, Radovan Trifunović. Entrenador: Andrej Urlep
- EuroBasket 1999: finalizó 10° de 16 equipos.

Jure Zdovc, Walter Jeklin, Jaka Daneu, Sani Bečirović, Marijan Kraljević, Matjaž Tovornik, Matjaž Smodiš, Goran Jagodnik, Marko Milič, Ivica Jurković, Radoslav Nesterović, Ervin Dragsič. Entrenador: Boris Zrinski
- EuroBasket 2001: finalizó 15° de 16 equipos.

Beno Udrih, Jaka Lakovič, Boris Gorenc, Sani Bečirović, Marijan Kraljević, Matjaž Smodiš, Marko Tušek, Goran Jagodnik, Marko Milič, Ivica Jurković, Ariel McDonald, Radoslav Nesterović. Entrenador: Boris Zrinski
- EuroBasket 2003: finalizó 10° de 16 equipos.

Goran Jurak, Jaka Lakovič, Boris Gorenc, Simon Petrov, Marijan Kraljević, Boštjan Nachbar, Slavko Duščak, Marko Tušek, Marko Milič, Ivica Jurković, Jurica Golemac, Primož Brezec. Entrenador: Slobodan Subotić
- EuroBasket 2005: finalizó 6° de 16 equipos.

Goran Jurak, Jaka Lakovič, Aleksandar Ćapin, Sani Bečirović, Radoslav Nesterović, Nebojša Joksimović, Boštjan Nachbar, Erazem Lorbek, Marko Milič, Marko Maravič, Uroš Slokar, Primož Brezec. Entrenador: Aleš Pipan
- Campeonato Mundial 2006: finalizó 9° de 24 equipos.

Goran Jurak, Jaka Lakovič, Sašo Ožbolt, Sani Bečirović, Radoslav Nesterović, Beno Udrih, Boštjan Nachbar, Željko Zagorac, Marko Milič, Goran Dragić, Uroš Slokar, Primož Brezec. Entrenador: Aleš Pipan
- EuroBasket 2007: finalizó 7° de 16 equipos.

Sandi Čebular, Jaka Lakovič, Aleksandar Ćapin, Goran Dragić, Radoslav Nesterović, Matjaž Smodiš, Uroš Slokar, Jaka Klobučar, Goran Jagodnik, Domen Lorbek, Gašper Vidmar, Erazem Lorbek. Entrenador: Aleš Pipan
- EuroBasket 2009: finalizó 4° de 16 equipos.

Uroš Slokar, Jaka Lakovič, Samo Udrih, Primož Brezec, Matjaž Smodiš, Jaka Klobučar, Boštjan Nachbar, Goran Dragić, Goran Jagodnik, Domen Lorbek, Jurica Golemac, Erazem Lorbek. Entrenador: Jure Zdovc
- Campeonato Mundial 2010: finalizó 8° de 24 equipos.

Uroš Slokar, Jaka Lakovič, Hasan Rizvić, Sani Bečirović, Jaka Klobučar, Samo Udrih, Boštjan Nachbar, Goran Dragić, Goran Jagodnik, Miha Zupan, Gašper Vidmar, Primož Brezec. Entrenador: Memi Bečirović
- EuroBasket 2011: finalizó 7° de 24 equipos.

Uroš Slokar, Jaka Lakovič, Luka Rupnik, Sašo Ožbolt, Matjaž Smodiš, Samo Udrih, Edo Murić, Goran Dragić, Goran Jagodnik, Zoran Dragić, Mirza Begić, Erazem Lorbek. Entrenador: Božidar Maljković
- EuroBasket 2013: finalizó 5° de 24 equipos.

Uroš Slokar, Jaka Lakovič, Jure Balažič, Nebojša Joksimović, Edo Murić, Jaka Blažič, Boštjan Nachbar, Goran Dragić, Zoran Dragić, Domen Lorbek, Gašper Vidmar, Mirza Begić. Entrenador: Božidar Maljković
- Copa Mundial 2014: finalizó 7° de 24 equipos.

Jure Balažič, Uroš Slokar, Aleksej Nikolić, Klemen Prepelič, Edo Murić, Jaka Blažič, Miha Zupan, Goran Dragić, Zoran Dragić, Domen Lorbek, Jaka Klobučar, Alen Omić. Entrenador: Jure Zdovc
- EuroBasket 2015: finalizó 12° de 24 equipos.

Nebojša Joksimović, Luka Rupnik, Klemen Prepelič, Jaka Blažič, Mitja Nikolić, Zoran Dragić, Miha Zupan, Jure Balažič, Saša Zagorac, Alen Omić, Jaka Klobučar, Uroš Slokar. Entrenador: Jure Zdovc
- EuroBasket 2017: finalizó 1°  de 24 equipos.

Anthony Randolph, Matic Rebec, Goran Dragić, Aleksej Nikolić, Klemen Prepelič, Edo Murić, Jaka Blažič, Gašper Vidmar, Saša Zagorac, Žiga Dimec, Vlatko Čančar, Luka Dončić. Entrenador: Igor Kokoškov
- Juegos Olímpicos 2020: finalizó 4° de 12 equipos.

Luka Rupnik, Aleksej Nikolić, Klemen Prepelič, Edo Murić, Mike Tobey, Jaka Blažič, Gregor Hrovat, Žiga Dimec, Zoran Dragić, Vlatko Čančar, Jakob Čebašek, Luka Dončić. Entrenador: Aleksander Sekulić
- EuroBasket 2022: finalizó 6° de 24 equipos.

Goran Dragić, Žiga Samar, Luka Rupnik, Aleksej Nikolić, Klemen Prepelič, Edo Murić, Mike Tobey, Jaka Blažič, Žiga Dimec, Zoran Dragić, Vlatko Čančar, Luka Dončić. Entrenador: Aleksander Sekulić
- Copa Mundial 2023: finalizó 7° de 32 equipos.

Žiga Samar, Aleksej Nikolić, Klemen Prepelič, Mike Tobey, Jaka Blažič, Gregor Hrovat, Žiga Dimec, Zoran Dragić, Bine Prepelič, Gregor Glas, Jakob Čebašek, Luka Dončić. Entrenador: Aleksander Sekulić

## Historial

### Copa Mundial
Resultado General: 27.º puesto
| Copa Mundial de Baloncesto |
| --- |
| - 1950: No calificó - 1954: No calificó - 1959: No calificó - 1963: No calificó - 1967: No calificó - 1970: No calificó - 1974: No calificó - 1978: No calificó - 1982: No calificó - 1986: No calificó - 1990: No calificó - 1994: No calificó - 1998: No calificó - 2002: No calificó - 2006: 9° Lugar - 2010: 8° Lugar - 2014: 7° Lugar - 2019: No calificó - 2023: 7° Lugar - 2027: TBD |

### Juegos Olímpicos
| Baloncesto en los Juegos Olímpicos |
| --- |
| - Berlín 1936: No calificó - Londres 1948: No calificó - Helsinki 1952: No calificó - Melbourne 1956: No calificó - Roma 1960: No calificó - Tokio 1964: No calificó - México 1968: No calificó - Múnich 1972: No calificó - Montreal 1976: No calificó - Moscú 1980: No calificó - Los Ángeles 1984: No calificó - Seúl 1988: No calificó - Barcelona 1992: No calificó - Atlanta 1996: No calificó - Sídney 2000: No calificó - Atenas 2004: No calificó - Pekín 2008: No calificó - Londres 2012: No calificó - Río 2016: No calificó - Tokio 2020: 4° Lugar - París 2024: No calificó |

### EuroBasket
| EuroBasket |
| --- |
| - 1935: No participó - 1937: No participó - 1939: No participó - 1946: No participó - 1947: No participó - 1949: No participó - 1951: No participó - 1953: No participó - 1955: No participó - 1957: No participó - 1959: No participó - 1961: No participó - 1963: No participó - 1965: No participó - 1967: No participó - 1969: No participó - 1971: No participó - 1973: No participó - 1975: No participó - 1977: No participó - 1979: No participó - 1981: No participó - 1983: No participó - 1985: No participó - 1987: No participó - 1989: No participó - 1991: No participó - 1993: 14° Lugar - 1995: 12° Lugar - 1997: 14° Lugar - 1999: 10° Lugar - 2001: 15° Lugar - 2003: 10° Lugar - 2005: 6° Lugar - 2007: 7° Lugar - 2009: 4° Lugar - 2011: 7° Lugar - 2013: 5° Lugar - 2015: 12° Lugar - 2017: - 2022: 6° Lugar - 2025: TBD |

## Palmarés
- EuroBasket:
  -   Campeón (1): 2017